# Videau
Pour l’article ayant un titre homophone, voir Vído.
Pour les articles homonymes, voir Videau (homonymie).

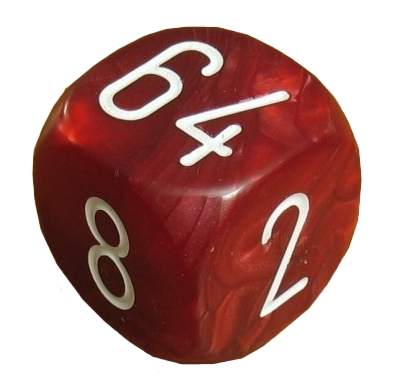
Dé videau

Le Videau ou dé doubleur est un matériel utilisé au backgammon et dans quelques autres jeux de société.
Bien qu'il soit en forme de dé, le videau ne se lance pas. Il sert à indiquer la valeur de la partie qui est en train de se dérouler. Les six faces du videau affichent les six premières puissances de 2 : 2, 4, 8, 16, 32 et 64.
Le videau est utilisé dans des jeux à deux joueurs qui se jouent en plusieurs manches ou avec une mise d'argent. Il permet à la fois d'abréger et d'intéresser les parties. Au début de la manche, la valeur de celle-ci est de 1 point. À son tour de jouer, et avant de jouer, n'importe quel joueur peut proposer à son adversaire de doubler la mise, c’est-à-dire la valeur de la manche.
Si son adversaire refuse, considérant généralement qu'il a peu de chances de l'emporter, la manche est alors terminée et le joueur qui avait proposé de doubler marque 1 point.
Si son adversaire accepte de doubler la mise, on place devant lui le videau avec la face marquée « 2 » visible. Il est maintenant propriétaire du videau. Par la suite, s'il considère que la partie tourne à son avantage, il peut à nouveau proposer de doubler la mise, donc de jouer pour quatre points. Là aussi, son adversaire peut refuser, auquel cas il perd immédiatement deux points, ou accepter, auquel cas il deviendra propriétaire du videau et on jouera maintenant pour quatre points.
Lorsque la partie connaît de nombreux rebondissements, le videau peut changer de côté en doublant à chaque fois à de multiples reprises.
Le videau sert également à persuader l'adversaire d'abandonner une manche où il est en très mauvaise posture. S'il refuse d'abandonner, il risque alors de perdre le double de points.
Le videau ne peut pas être utilisé lors de la partie de Crawford, afin de protéger le joueur en tête.

## Technique d'utilisation
Dans le cas général, le joueur propose le videau à l'adversaire s'il a au moins une chance sur deux de remporter la partie et son adversaire l'accepte si sa probabilité de succès est supérieure à un quart; cela maximise l'espérance de gain des deux joueurs. En revanche, ce principe n'est pas absolu : il ne s'applique pas lorsqu'un des joueurs peut raisonnablement espérer un gammon ou lorsqu'il y a une probabilité non négligeable de retournement net de situation qui obligerait à abandonner face à un redouble. De plus, les probabilités de gains sont généralement difficiles à estimer précisément en dehors des situations de fin de partie. La maîtrise du videau est considérée par les joueurs de backgammon comme étant au moins aussi importante que la capacité à trouver le bon mouvement pour un jet de dé donné.